# Kabinet-Zuma II

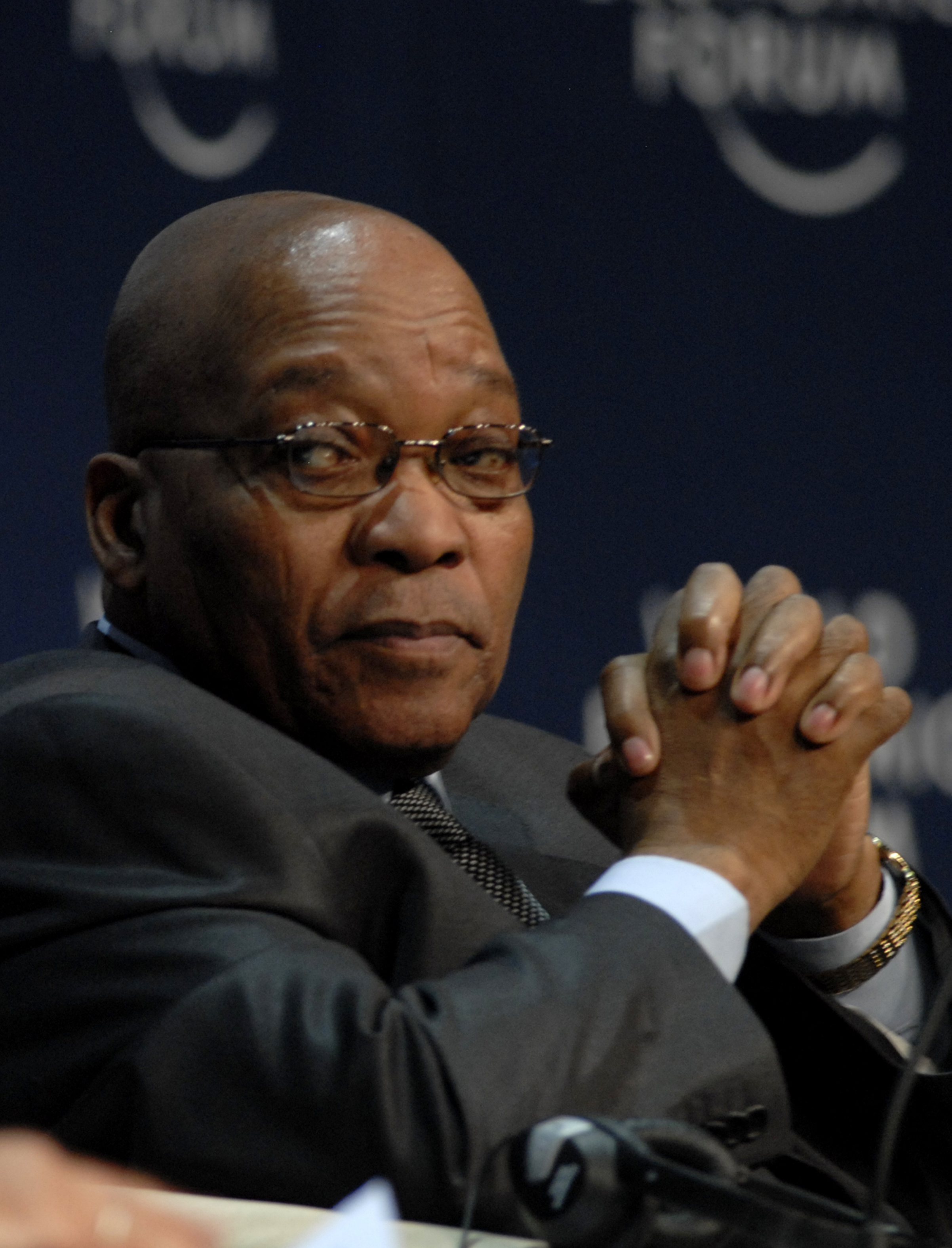
Jacob Zuma

Het kabinet-Zuma II was de regering van Zuid-Afrika tussen 25 mei 2014 en 14 februari 2018. Het stond onder leiding van president Jacob Zuma.
Dit meerderheidskabinet werd gevormd na de Zuid-Afrikaanse parlementsverkiezingen van 2014 en was de opvolger van het kabinet-Zuma I. Het bestond uit ministers van het Afrikaans Nationaal Congres (ANC) en de Zuid-Afrikaanse Communistische Partij (SACP). Tijdens de regeerperiode werden verschillende kabinetsherschikkingen doorgevoerd, waarvan de grootste in maart 2017.
Aan het kabinet kwam in februari 2018 een voortijdig einde met het ontslag van Zuma als president en regeringsleider. Het restant van de regeertermijn werd tot na de  verkiezingen van 2019 uitgediend door het kabinet-Ramaphosa I, onder leiding van Zuma's vicepresident Cyril Ramaphosa.

## Partijen
| Partij                            | aantal ministers | aantal onderministers |
| --------------------------------- | ---------------- | --------------------- |
| Afrikaans Nationaal Congres (ANC) | 35               | 35                    |
| Totaal                            | 35               | 35                    |

- Enkele ministers behoorden officieel tot de Zuid-Afrikaanse Communistische Partij (SACP).

## Samenstelling
| Ministerspost                                             | naam                                                        | partij   | periode                                  |
| --------------------------------------------------------- | ----------------------------------------------------------- | -------- | ---------------------------------------- |
| President                                                 | Jacob Zuma                                                  | ANC      | 2009 - 2018                              |
| Vicepresident                                             | Cyril Ramaphosa                                             | ANC      | 2014 - 2018                              |
| Minister van het Kantoor van de President                 | Jeff Radebe                                                 | SACP     | 2014 - 2018                              |
| Minister van Vrouwenzaken in het Kantoor van de President | Susan Shabangu                                              | ANC      | 2014 - 2018                              |
| Minister van Arbeid                                       | Mildred Oliphant                                            | ANC      | 2010 - 2019                              |
| Minister van Basisonderwijs                               | Angie Motshekga                                             | ANC      | 2009 - 2024                              |
| Minister van Binnenlandse Zaken                           | Malusi Gigaba Hlengiwe Mkhize Ayanda Dlodlo                 | ANC      | 2014 - 2017 2017 2017 - 2018             |
| Minister van Communicatie                                 | Faith Muthambi Ayanda Dlodlo Mmamoloko Kubayi               | ANC      | 2014 - 2017 2017 2017 - 2018             |
| Minister van Defensie en Oorlogsveteranen                 | Nosiviwe Mapisa-Nqakula                                     | ANC      | 2012 - 2021                              |
| Minister van Economische Ontwikkeling                     | Ebrahim Patel                                               | ANC      | 2009 - 2019                              |
| Minister van Energie                                      | Tina Joemat-Pettersson Mmamoloko Kubayi David Mahlobo       | ANC      | 2014 - 2017 2017 2017 - 2018             |
| Minister van Financiën                                    | Nhlanhla Nene David van Rooyen Pravin Gordhan Malusi Gigaba | ANC      | 2014 - 2015 2015 2015 - 2017 2017 - 2018 |
| Minister van Gezondheid                                   | Aaron Motsoaledi                                            | ANC      | 2009 - 2019                              |
| Minister van Handel en Industrie                          | Rob Davies                                                  | SACP     | 2009 - 2019                              |
| Minister van Hoger Onderwijs                              | Blade Nzimande Hlengiwe Mkhize                              | SACP ANC | 2009 - 2017 2017 - 2018                  |
| Minister van Internationale Verhoudingen en Samenwerking  | Maite Nkoana-Mashabane                                      | ANC      | 2009 - 2018                              |
| Minister van Justitie                                     | Michael Masutha                                             | ANC      | 2014 - 2019                              |
| Minister van Landbouw, Bosbouw en Visserij                | Senzeni Zokwana                                             | SACP     | 2014 - 2019                              |
| Minister van Landelijke Ontwikkeling en Grondhervorming   | Gugile Nkwinti                                              | ANC      | 2009 - 2018                              |
| Minister van Menselijke Nederzettingen                    | Lindiwe Sisulu                                              | ANC      | 2014 - 2018                              |
| Minister van Milieu                                       | Edna Molewa                                                 | ANC      | 2014 - 2018                              |
| Minister van Minerale Bronnen                             | Ngoako Ramatlhodi Mosebenzi Zwane                           | ANC      | 2014 - 2015 2015 - 2018                  |
| Minister van Ontwikkeling van Kleine Ondernemingen        | Lindiwe Zulu                                                | ANC      | 2014 - 2019                              |
| Minister van Openbare Werken                              | Thulas Nxesi Nathi Nhleko                                   | ANC      | 2011 - 2017 2017 - 2018                  |
| Minister van Overheidscoöperatie en Traditionele Zaken    | Pravin Gordhan David van Rooyen                             | ANC      | 2014 - 2015 2015 - 2018                  |
| Minister van Politie                                      | Nkosinathi Nhleko Fikile Mbalula                            | ANC      | 2014 - 2017 2017 - 2018                  |
| Minister van Schone Kunsten en Cultuur                    | Nathi Mthethwa                                              | ANC      | 2014 - 2019                              |
| Minister van Sociale Ontwikkeling                         | Bathabile Dlamini                                           | ANC      | 2010 - 2018                              |
| Minister van Sport en Recreatie                           | Fekile Mbalula Thembelani Nxesi                             | ANC      | 2010 - 2017 2017 - 2018                  |
| Minister van Staatsbedrijven                              | Lynne Brown                                                 | ANC      | 2014 - 2018                              |
| Minister van Staatsdienst en Administratie                | Collins Chabane Ngoako Ramatlhodi Faith Muthambi            | ANC      | 2014 - 2015 2015 - 2017 2017 - 2018      |
| Minister van Staatsveiligheid                             | David Mahlobo Bongani Bongo                                 | ANC      | 2014 - 2017 2017 - 2018                  |
| Minister van Telecommunicatie en Postdiensten             | Siyabonga Cwele                                             | ANC      | 2014 - 2018                              |
| Minister van Toerisme                                     | Derek Hanekom Tokozile Xasa                                 | ANC      | 2014 - 2017 2017 - 2018                  |
| Minister van Transport                                    | Dipuo Peters Joe Maswanganyi                                | ANC      | 2013 - 2017 2017 - 2018                  |
| Minister van Water en Sanitaire Voorzieningen             | Nomvula Mokonyane                                           | SACP     | 2014 - 2018                              |
| Minister van Wetenschappen en Technologie                 | Naledi Pandor                                               | ANC      | 2014 - 2018                              |